# Deadly 30
Deadly 30 est un jeu vidéo de type run and gun développé par Ignatus Zuk et Gonzalo Villagomez et édité par Headup Games, sorti en 2014 sur Windows, Mac et Linux.

## Accueil
- Canard PC : 5/10[1]